# Sclerocactus wrightiae
Espèce
Classification APG II (2003)
Statut de conservation UICN

 NT  : Quasi menacé
Statut CITES
Sclerocactus wrightiae est une espèce de cactus en voie de disparition. Le tiers des individus restant se trouve dans le Parc national de Capitol Reef, dans l'Utah, aux États-Unis.